# Stéphane II Ghattas
Pour les articles homonymes, voir Ghattas.
Stéphane II Ghattas (arabe : إسطفانوس الثاني غطاس), né Andreas Ghattas à Cheikh Zein-el-Dine en Égypte le 16 janvier 1920 et mort le 20 janvier 2009 au Caire, est un cardinal égyptien, patriarche émérite d'Alexandrie, primat émérite de l'Église catholique copte.

## Biographie

### Prêtre
Il est ordonné prêtre le 25 mars 1944. En 1952, il rentre à la Congrégation de la Mission, c'est-à-dire qu'il devient lazariste.
Il enseigne la philosophie et la théologie dogmatique au grand séminaire de Tahta avant de partir pendant 6 ans auprès de la communauté copte au Liban.

### Évêque
Nommé évêque copte de Luxor le 8 mai 1967, il est consacré le 9 juin suivant par le cardinal Stephanos Ier Sidarouss.
Le 9 juin 1986, il devient patriarche copte d'Alexandrie et primat de l'Église catholique copte. Il assume cette charge jusqu'à sa démission à 86 ans, le 27 mars 2006.

### Cardinal
Il est créé cardinal, non électeur, par le pape Jean-Paul II, lors du consistoire du  21 février 2001.
Il meurt au Caire le 20 janvier 2009